# Parapristella aubynei
Parapristella aubynei är en fiskart som först beskrevs av Eigenmann, 1909.  Parapristella aubynei ingår i släktet Parapristella och familjen Characidae. Inga underarter finns listade i Catalogue of Life.